# وگا باجا دل سگورا
وگا باجا دل سگورا (به اسپانیایی: Vega Baja del Segura) یک سکونتگاه مسکونی در اسپانیا است که در استان آلیکانته واقع شده‌است.

## خصوصیات
وگا باجا دل سگورا ۹۵۷٫۳ کیلومترمربع مساحت و ۳۴۷٬۴۰۹ نفر جمعیت دارد.